# Big Jim
Big Jim var en actionfigurserie från Mattel som utgavs åren 1972–1986, inriktade på exempelvis sport eller äventyr. Varje figur kunde, genom en funktion som gick att aktivera, göra en rörelse, exempelvis en karatemanöver.

### Fotnoter
1. ↑  Big Jim